# Balcarzowice
Balcarzowice est une localité polonaise de la gmina d’Ujazd, située dans le powiat de Strzelce en voïvodie d'Opole.